# Nażmutdin Gocinski

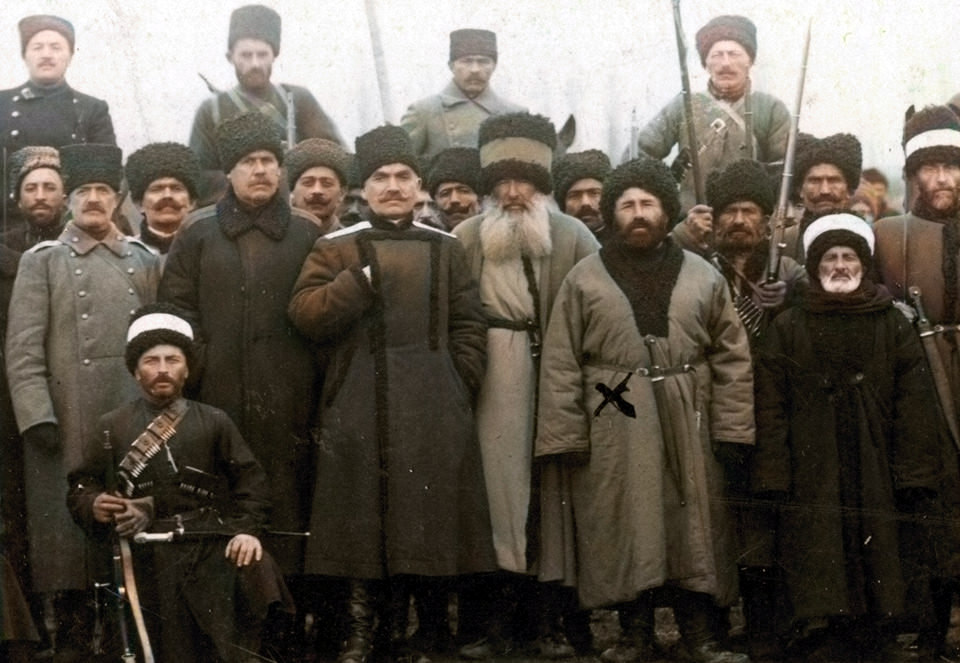
Oddział Gocinskiego, 1918

Nażmutdin Gocinski, ros. Нажмутдин Гоцинский (ur. w 1859 we wsi Goco w okręgu awarskim w Dagestanie, zm. 28 września 1925 w Rostowie nad Donem) – dagestański działacz narodowy i bojownik narodowowyzwoleńczy, członek rządu Republiki Górskiej Północnego Kaukazu, imam Północnego Kaukazu, przywódca powstań antysowieckich w latach 1918 i 1920–1921.

## Życiorys
Ukończył islamską szkołę duchowną. Początkowo służył w konnej straży przybocznej gubernatora Dagestanu, a następnie został członkiem dagestańskiego sądu ludowego jako naib okręgu kojsubulinskiego. Po śmierci ojca i brata odziedziczył stada baranów liczące ok. 10 tys. zwierząt. Po rewolucji lutowej 1917 r. wszedł w skład Dagestańskiego Tymczasowego Obłastnego Wykonawczego Komitetu Rad. W maju tego roku na 1 zjeździe narodów górskich wybrano go muftim Północnego Kaukazu. Ponadto został członkiem Centralnego Komitetu Związku Zjednoczonych Górali Kaukazu, który stanowił rząd Republiki Górskiej Północnego Kaukazu. Jako mufti wystąpił z wezwaniem do ludności Północnego Kaukazu, wzywając do zjednoczenia i utworzenia państwa opartego na szariacie. Na 2 zjeździe narodów górskich w sierpniu wybrano go imamem Północnego Kaukazu. W tym okresie sformował oddziały partyzanckie liczące ok. 10 tys. ludzi, które były wspierane przez wojska Białych gen. Antona I. Denikina. Miały też poparcie Turcji i Ententy. Bolszewicy uznali wybór na imama za samozwańczy. W styczniu 1918 r. partyzanci N. Gocinskiego zajęli stolicę Dagestanu Temir-Chan-Szurę, zaś w marcu tego roku Port-Pietrowsk, obalając władzę bolszewicką. Jednakże w kwietniu były zmuszone wycofać się z Port-Pietrowska w górskie rejony Dagestanu. Przetrwały tam do września 1920 r., kiedy N. Gocinski proklamował kolejne powstanie antybolszewickie. Upadło ono wiosną 1921 r. Nażmutdin Gocinski na czele oddziału najwierniejszych powstańców zbiegł do Czeczenii, gdzie ukrywał się w okręgu chasawjurskim. 20 listopada 1923 r. we wsi Kachib odbył się zjazd górskich plemion Dagestanu, na którym N. Gocinski został nazwany „wrogiem muzułmanów całego Dagestanu, zasługującym na jak najsurowszą karę”. W tym czasie oddziały Armii Czerwonej i OGPU wytropiły kryjówkę N. Gocinskiego, okrążając ją. Partyzantom udało się przedostać w góry Czeczenii. 30 sierpnia 1925 r. w rejonie chutoru Wieduci doszło do walki, w wyniku której oddział N. Gocinskiego został rozbity. On sam został schwytany 5 września tego roku. 28 września w Rostowie nad Donem został rozstrzelany.